# Spaniens autonome regioner
Spaniens autonome regioner (spansk: comunidades autónomas) er regioner med forholdsvis stor grad af autonomi fastlagt i den spanske grundlov og i de statutter, de forskellige regioner har forhandlet sig frem til. Spaniens 50 provinser er grupperet i 17 autonome regioner. Derudover er der to afrikanske autonome byer (ciudades autónomas), Ceuta og Melilla.

## Grundlæggelse og magt
Centralisme, nationalisme og separatisme spillede en vigtig rolle i Spaniens historie.
Et kompromis blev indgået af de moderate politiske partier som deltog i skitseringen af den Spanske Grundlov fra 1978, da man frygtede, at separatisme skulle føre til ustabilitet og et diktatorisk uføre. Målet var at formilde separatistgrupperne og så afvæbne den ekstreme højrefløj. En decentraliseret stat var blevet grundlagt, sammenlignet med både Francisco Francos regime og de fleste moderne territorielle arrangementer i de vesteuropæiske stater.
I grundloven er det fastlagt, hvilke lovgivende og udøvende rettigheder de autonome regioner har, og hvilken grad af uafhængighed hver enkelt autonome region har. De har eget parlament og regionale guvernører.
Andelen af kompetence er forskellig fra region til region. Det er en klar forskel mellem historiske regioner som Baskerlandet, Catalonien, Galicien, Andalusien og de andre. De historiske regioner havde fra begyndelsen flere funktionerer, bl.a. kunne de regionale præsidenter vælge, hvornår næste valg skulle være (givet at der var maksimalt 4 år i mellem hvert valg). Et andet eksempel er, at Baskerlandet og Catalonien begge har egne politistyrker, Ertzaintza og Mossos d'Esquadra.
Grundloven giver udtryk for de historiske rettigheder til de forskellige områder. Oprindelig var det meningen, at kun de historiske regioner skulle blive autonome. Kort tid efter at grundloven var vedtaget, opstod der en bølge med nye autonome bestræbelser. Dette blev kaldt café para todos "kaffe til alle" af decentraliseringens kritikere.
Den spanske grundlov fra 1931 gav autonomi til Catalonien, Galicien og Baskerlandet, men den spanske borgerkrig knuste dette eksperiment.

## Oversigt over provinser og autonome regioner
| Navn Lokalt navn                                           | Hovedstad                          | Provins                                          | Hovedstad                                      |
| Andalusien Andalucía                                       | Sevilla                            | Almería                                          | Almería                                        |
| Andalusien Andalucía                                       | Sevilla                            | Cádiz                                            | Cádiz                                          |
| Andalusien Andalucía                                       | Sevilla                            | Córdoba                                          | Córdoba                                        |
| Andalusien Andalucía                                       | Sevilla                            | Granada                                          | Granada                                        |
| Andalusien Andalucía                                       | Sevilla                            | Huelva                                           | Huelva                                         |
| Andalusien Andalucía                                       | Sevilla                            | Jaén                                             | Jaén                                           |
| Andalusien Andalucía                                       | Sevilla                            | Málaga                                           | Málaga                                         |
| Andalusien Andalucía                                       | Sevilla                            | Sevilla                                          | Sevilla                                        |
| Aragon' Aragón                                             | Zaragoza                           | Huesca                                           | Huesca                                         |
| Aragon' Aragón                                             | Zaragoza                           | Teruel                                           | Teruel                                         |
| Aragon' Aragón                                             | Zaragoza                           | Zaragoza                                         | Zaragoza                                       |
| Asturien As. Asturies                                      | Oviedo                             | Asturias As. Asturies                            | Oviedo                                         |
| Baleariske Øer Cat. Illes Balears Sp. Islas Baleares       | Palma de Mallorca                  | Balearerne Cat. Illes Balears Sp. Islas Baleares | Palma de Mallorca                              |
| Baskerlandet Ba. Euskadi Sp. País Vasco                    | Vitoria Ba. Gasteiz                | Álava Ba. Araba                                  | Vitoria Ba. Gasteiz                            |
| Baskerlandet Ba. Euskadi Sp. País Vasco                    | Vitoria Ba. Gasteiz                | Guipúzcoa Ba. Gipuzkoa                           | San Sebastián Ba. Donostia                     |
| Baskerlandet Ba. Euskadi Sp. País Vasco                    | Vitoria Ba. Gasteiz                | Vizcaya Ba. Bizkaia                              | Bilbao Ba. Bilbo                               |
| Cantabrien                                                 | Santander                          | Cantabria                                        | Santander                                      |
| Castilien-La Mancha Castilla-La Mancha                     | Toledo                             | Albacete                                         | Albacete                                       |
| Castilien-La Mancha Castilla-La Mancha                     | Toledo                             | Ciudad Real                                      | Ciudad Real                                    |
| Castilien-La Mancha Castilla-La Mancha                     | Toledo                             | Cuenca                                           | Cuenca                                         |
| Castilien-La Mancha Castilla-La Mancha                     | Toledo                             | Guadalajara                                      | Guadalajara                                    |
| Castilien-La Mancha Castilla-La Mancha                     | Toledo                             | Toledo                                           | Toledo                                         |
| Castilien og Leon Castilla y León                          | Valladolid                         | Ávila                                            | Ávila                                          |
| Castilien og Leon Castilla y León                          | Valladolid                         | Burgos                                           | Burgos                                         |
| Castilien og Leon Castilla y León                          | Valladolid                         | León                                             | León                                           |
| Castilien og Leon Castilla y León                          | Valladolid                         | Palencia                                         | Palencia                                       |
| Castilien og Leon Castilla y León                          | Valladolid                         | Salamanca                                        | Salamanca                                      |
| Castilien og Leon Castilla y León                          | Valladolid                         | Segovia                                          | Segovia                                        |
| Castilien og Leon Castilla y León                          | Valladolid                         | Soria                                            | Soria                                          |
| Castilien og Leon Castilla y León                          | Valladolid                         | Valladolid                                       | Valladolid                                     |
| Castilien og Leon Castilla y León                          | Valladolid                         | Zamora                                           | Zamora                                         |
| Extremadura                                                | Mérida                             | Badajoz                                          | Badajoz                                        |
| Extremadura                                                | Mérida                             | Cáceres                                          | Cáceres                                        |
| Galicien Ga. Galiza                                        | Santiago de Compostela             | A Coruña Sp. La Coruña                           | A Coruña Sp. La Coruña                         |
| Galicien Ga. Galiza                                        | Santiago de Compostela             | Lugo                                             | Lugo                                           |
| Galicien Ga. Galiza                                        | Santiago de Compostela             | Ourense Sp. Orense                               | Ourense Sp. Orense                             |
| Galicien Ga. Galiza                                        | Santiago de Compostela             | Pontevedra                                       | Pontevedra                                     |
| Kanariske Øer Islas Canarias                               | Santa Cruz de Tenerife/ Las Palmas | Santa Cruz de Tenerife                           | Santa Cruz de Tenerife                         |
| Kanariske Øer Islas Canarias                               | Santa Cruz de Tenerife/ Las Palmas | Las Palmas                                       | Las Palmas                                     |
| Catalonien Cat. Catalunya Sp. Cataluña                     | Barcelona                          | Barcelona                                        | Barcelona                                      |
| Catalonien Cat. Catalunya Sp. Cataluña                     | Barcelona                          | Girona Sp. Gerona                                | Girona Sp. Gerona                              |
| Catalonien Cat. Catalunya Sp. Cataluña                     | Barcelona                          | Lleida Sp. Lérida                                | Lleida Sp. Lérida                              |
| Catalonien Cat. Catalunya Sp. Cataluña                     | Barcelona                          | Tarragona                                        | Tarragona                                      |
| La Rioja                                                   | Logroño                            | La Rioja                                         | Logroño                                        |
| Madrid                                                     | Madrid                             | Madrid                                           | Madrid                                         |
| Murcia                                                     | Murcia                             | Murcia                                           | Murcia                                         |
| Navarra Ba. Nafarroa Sp. Navarra                           | Pamplona Ba. Iruña                 | Navarra Ba. Nafarroa Sp. Navarra                 | Pamplona Ba. Iruña                             |
| Valencia Vl. Comunitat Valenciana Sp. Comunidad Valenciana | Valencia                           | Alicante Vl. Alacant                             | Alicante Vl. Alacant                           |
| Valencia Vl. Comunitat Valenciana Sp. Comunidad Valenciana | Valencia                           | Castellón Vl. Castelló                           | Castellón de la Plana Vl. Castelló de la Plana |
| Valencia Vl. Comunitat Valenciana Sp. Comunidad Valenciana | Valencia                           | Valencia Vl. València                            | Valencia Vl. València                          |